# ネイバー (企業)
ネイバー（韓国語: 네이버）は、韓国のインターネットサービス企業。

## 歴史
1997年
- サムスンSDSの社内ベンチャー「ウェブグライダー」チームとして開始。
- 9月 - 「naver.com」のドメインを取得。

1998年
- 1月 - 朝鮮語検索ポータルサイト「ネイバー」のサービスを開始。

1999年
- 6月2日 - 法人として「ネイバーコム」を設立、代表取締役に李海珍（イ・ヘジン）が就任[3]。
- 6月 - 子供向けポータル「JR NAVER」を開設。
- 7月 - ソウル特別市江南区駅三洞679-5へ本社移転。
- 11月 - 韓国技術投資（KTIC）が100億ウォン投資。
- 11月 - 大韓航空他7社との提携によりポータルサイト「MyBiz」を開始[4]。
- 11月 - ソウル特別市江南区駅三洞825-13へ本社移転。
- 12月 - HANGAME COMMUNICATIONが韓国初のオンラインゲームポータル「ハンゲーム」を開始。

2000年
- 1月 - 無料メールサービスを開始[5]。
- 2月 - 無料ホームページサービスと無料ゲームサービスを開始。
- 4月 - オンラインゲーム会社のHANGAME COMMUNICATIONとデータマイニング専門会社のOne-Cueとの合併契約を締結[6]。
- 4月 - eコマースサービス「ZeroMarket」のサービスを開始[7]。
- 5月 - エバーランドにPCゲームルーム「NAVER Plaza」を開設[8]。
- 5月 - NAVERニュースサービスを開始。
- 5月 - 検索ソリューション会社SEARCH SOLUTIONSと資本提携。
- 7月 - ポータルサイトのネイバーがHANGAME COMMUNICATIONとOne-Cueを合併[9]。
- 7月 - インドネシア法人「PT. NAVER INDONESIA」を設立[10]。
- 7月 - ソウル特別市江南区駅三洞705-9に本社移転。
- 8月 - インテリジェント検索サービス「Nexearch」のサービスを開始。
- 9月 - 日本法人「ハンゲームジャパン（現・Aホールディングス）」を設立。
- 9月 -  ネクソン関連会社のMplay Incと資本提携（相互出資）。
- 10月 - 電子アルバムフォトアルバムサービスを開始。
- 11月 - NAVERインドネシア版正式サービスを開始。
- 11月 - 日本法人「ネイバー」を設立。
- 11月 - ハンゲーム日本版正式サービスを開始。
- 11月 - 百科事典サービスをオープン。

2001年
- 4月 - 李海珍（イ・ヘジン）に加えて、金範秀（キム・ボムス）を共同代表取締役に選任。
- 4月 - 「NAVER Nexearch Sigma」を韓国と日本で同時リリース[11]。
- 5月 - 「NAVER Shopping」のサービスを開始。
- 7月 - 米国法人「NAVERSOFT」と「HANGAME USA」を設立。
- 8月 - 最大株主が韓国技術投資（KTIC）から李海珍に変更。
- 11月 - ネイバージャパン、日本の松下電器「Panasonic hi-ho」に検索ソリューションを提供。
- 9月 - 「NHN（Next Human Network）」へ社名変更。
- 11月 - リサーチ事業へ進出し、オンラインリサーチサイト「Pollever」をオープン。

2002年
- 1月 - 有料漫画サービスをオープン。
- 3月 - ソウル特別市江南区駅三洞737へ本社を移転。
- 6月 - 日韓翻訳掲示板「enjoy korea」のサービスを開始（2009年にサービス終了）[12]。
- 10月29日 - KOSDAQ市場に上場し、サムスンSDSが残余株式を売却。
- 10月 - Q&Aサービス「知識iN」のサービスを開始。
- 11月 - NEW「NAVER Mail」のサービスを開始。

2003年
- 3月 - Solution Holdingsを買収[13]。
- 4月 - Kuku Communicationを買収。
- 9月 - エンターテイメントコミュニティポータル「エントイ」のサービスを開始。
- 10月 - ハンゲームジャパンとネイバーが合併し、日本法人を「NHN Japan（現・Aホールディングス）」に統合[14]。
- 10月 - 「Naver Blog」開始。
- 10月 - 「NAVER知識ショッピング（現・NAVER Shopping）」開始。
- 10月 - 中国でオンラインチケットビジネスを展開するため、YTNと合弁会社「태극 I&E」を設立。
- 11月 - デジタルコンテンツ配信技術の開発のFuture Valleyを買収。
- 12月 - オンラインコミュニティ「NAVER cafe」のサービスを開始。
- 12月 - 李海珍（イ・ヘジン）が代表取締役から退任。

2004年
- 6月 - ウェブトゥーンサービスを開始。
- 6月 - 「NAVER BOOK」のサービスを開始。
- 7月 - 中国でのゲーム事業に進出するため、SeaRainbow Holdingsと合弁会社「Ourgame Assets」を設立
- 7月 - Ourgame Assetが「Ourgame（联众游戏）」の運営を開始[15]
- 11月 - ゲーム開発スタジオ「NHN Games」を設立。

2005年
- 4月 - 金範秀（キム・ボムス）に加えて、崔輝永（チェ・フィヨン）を共同代表取締役に選任。
- 7月 - 米国法人「NHN USA」を設立。
- 7月 - オンライン寄付ポータル「Happybean」を開始。
- 7月 - ソウル特別市江南区駅三洞677-25へ本社を移転。
- 8月 - インターネットサービス管理会社「NHN Services」を設立。
- 10月 - NHN Japanがオンラインコミュニティ「CURURU」のサービスを開始[16]。

2006年
- 1月 - インターネット電話サービス「NaverPhone」のサービスを開始[17]。
- 3月 - 世界の地域情報ポータル「NAVERワールドタウン」のサービスを開始。
- 3月 - 京畿道城南市盆唐区亭子洞25-1に本社を移転。
- 6月 - 検索エンジン初雪の運営会社㈜첫눈を買収[18]。
- 10月 - データストレージ管理ソリューション会社Datachorusを買収[19]。

2007年
- 1月 - 代表取締役から金範秀（キム・ボムス）が退任。
- 5月 - NHN USAがゲームポータル「IJJI」を開設。
- 11月 - NHN Japanが日本の検索サービスのため「ネイバージャパン」を設立[20]。
- 12月 - NHN JapanがNext Human Search Technologyを設立。

2008年
- 3月 - 中国の地域市場の分析のため、「NHN Taiwan」を設立。
- 6月 - 自社開発の「NAVER Map」のサービスを開始。
- 11月28日 - KOSDAQ市場から有価証券市場（KOSPI）へ移転上場。

2009年
- 1月 - ミニブログプラットフォームme2dayを買収。
- 2月 - 旅行情報サイトWingbusを買収。
- 3月 - 代表取締役に金相憲（キム・サンホン）を選任。
- 5月 - オンライン寄付文化を強化するべく「HappyBean Foundation」を設立。
- 7月 - モバイルクーポンを提供ソリューション会社ITOPFを「NHN affiliate」へ社名変更。
- 7月 - パーソナルクラウドストレージ「Nドライブ（現・NAVER Cloud）」のサービスを開始。
- 7月 -  NHN Japanが「NAVERまとめ」のサービスを開始[21]。
- 9月 - オンライン広告およびインフラストラクチャ部門を会社分割し、子会社「NAVER BUSINESS PLATFORM（NBP）」を設立。

2010年
- 4月 - 京畿道城南市盆唐区の自社ビル「Green Factory」に本社移転。
- 4月 - NHN Japanがライブドアを買収[22]。
- 4月 - 「NHN Investment」を設立。
- 5月 - 「NHN Cultural Foundation（現・NAVER Cultural Foundation）」を設立。
- 7月 - NHN Social Enterpriseが雇用労働部から社会的企業の認証を取得し、「N-Visions」へ社名変更[23]。
- 10月 - Wingbusを合併。

2011年
- 1月 - スマートデバイス専門ゲーム会社「Orange Crew」を設立。
- 1月 - NBPが本格的な自律型広告サービスを開始。
- 4月 - NHN Technology Services（N Tech Service）を設立。
- 6月 - NHN Japanがメッセンジャーアプリ「LINE」のサービスを開始。
- 9月 - NBPがKTと共同で地域広告会社「Kan Communications」を設立[24]。

2012年
- 1月 -  日本法人NHN Japan、ネイバージャパン、ライブドアが経営統合[25][26]。
- 4月 - 脆弱層の雇用創出のためにWebzenと共同で「The Sarang」を設立。
- 8月 - 「NHN Singapore」を設立。

2013年
- 3月 - LINE関連会社「LINE Plus」を設立。
- 3月 - モバイル事業子会社「CAMP MOBILE」を設立。
- 4月 - NHN Japanを「LINE」へ社名変更[27]。
- 4月 - LINEのゲーム事業を分社化し、「NHN Japan」を設立。
- 6月 - データセンター「GAK」を設立。
- 8月 - ハンゲーム事業部門の人的分割に伴い、「NHN Entertainment（現・NHN Corporation）」を設立。
- 8月 - 「ネイバー」へ社名変更[28]。

2014年
- 7月 - NAVER BUSINESS PLATFORMの広告およびプラットフォーム事業部を分割し、吸収合併。
- 9月 -  大韓民国の公的年金基金を運用する国民年金公団が最大株主となる[29]。
- 12月 - Camp Mobileが台湾のGogolookを買収[30]。

2015年
- 4月 - 企業向けコラボレーションサービス担当子会社「WORKS MOBILE」を設立。
- 6月 - 電子決済サービス「NAVER Pay」のサービスを開始。
- 6月 - 教育プラットフォーム「Entry」を買収。
- 9月 - 「SNOW」と「V LIVE」のサービスを開始。

2016年
- 7月 - LINE株式会社（現・Aホールディングス）がニューヨークと東京証券取引所の同時上場。
- 8月 - 「SNOW」を設立。
- 8月 - 「Papago」のサービスを開始。
- 10月 - 「LINE WORKS」のサービスを開始。

2017年
- 1月 - NAVER LABS Corp. を設立。
- 5月 - ウェブトゥーン事業部門を物的分割し、「NAVER WEBTOON」を設立。
- 5月 - 「Naver Clova」のサービスを開始。
- 6月 - AI研究所Xerox Research Centre Europe（XRCE）を買収。
- 7月 -  代表取締役に韓聖淑（ハン・ソンスク）を選任。

2018年
- 2月 - Camp Mobileを合併。
- 4月 - 香港科技大学と共同でAI研究ラボを立ち上げ。
- 6月 - 「VIBE」のサービスを開始。
- 8月 - NAVER WEBTOONが「STUDIO N」を設立。
- 8月 - 3Dアバターアプリ「ZEPETO（ゼペット）」をリリース
- 9月 - 「SERIES」のサービスを開始。
- 11月 - NStore事業部門を物的分割し、「NStore」を設立。

2019年
- 7月 -  「NAVER FINANCIAL」を設立。
- 11月 -  NAVER Payサービス事業部門を物的分割し、「NAVER FINANCIAL」を設立。
- 12月 - LINEとZホールディングスの経営統合契約を締結[31]。

2020年
- 3月 - 限定版商品取引プラットフォーム「KREAM」を開始
- 4月 - SMエンタテインメントとの間で、共同グローバル事業を推進する内容のMOUを締結。この一環として26日、ライブコンサートストリーミングサービス「Beyond LIVE」をスタート[32]。
- 6月 - 会員サービス「ネイバープラスメンバーシップ」を開始[33]
- 7月 - ライブコマースサービス「NAVER Shopping LIVE」を開始
- 12月 - 「NAVER SmartStore」を開始

2021年
- 3月 - LINEとZホールディングスの経営統合に伴い、ソフトバンクグループとの合同会社「Aホールディングス」を設立し、3月1日付で代表取締役会長にネイバー創業者の李海珍（イ・ヘジン）を選任[34][35]。
- 5月 - カナダのウェブ小説大手「Wattpad」を買収[36]。
- 10月14日 - SEARCH SOLUTIONS,INC.（朝: 서치솔루션）を合併[37]。

2022年
- 3月14日 - 代表取締役に崔秀姸（チェ・スヨン）を選任[38]。
- 3月31日 - 日本電子書籍プラットフォーム会社の株式会社イーブックイニシアティブジャパンを買収[39]

2023年
- 1月5日 - 米国C2Cファッションプラットフォーム会社のPoshmark, Inc.を買収[40]。
- 6月 - NAVER Cloud Corp.がWORKS MOBILE Corp.を合併

## 主なサービス
- NAVER - インターネット検索ポータル
  - NAVER Mail
  - Naverカフェ
  - NAVERブログ
  - NAVER Shopping
    - NAVER Shopping LIVE - ライブコマースサービス
    - NAVER Book

  - NAVER NEWS
    - NAVER SPORTS

  - N pay証券
  - N pay不動産
  - NAVER Map
  - NAVER天気
  - NAVER GAME
  - CHZZK - ライブストリーミング配信サービス
  - NAVER TV／NAVER NOW. - 音声番組・動画番組配信サービス
  - NAVER Clip - NAVERアプリ内のショート動画プラットフォーム
  - NAVER WEBTOON - 韓国のウェブトゥーンプラットフォーム
  - NAVER Webnovel - 韓国のウェブ小説サイト
  - SERIES - 韓国のウェブ小説・ウェブトゥーン・電子書籍プラットフォーム
    - SERIES ON - 韓国の動画配信サービス

  - NAVER 知識iN
    - NAVER 知識iN eXpert

  - NAVER Talk
  - Naver Post
  - Premium Contents - クリエイターがコンテンツを制作・販売できるオープンプラットフォーム
  - NAVER辞書
    - NAVER知識百科 - 斗山世界大百科事典などの知識百科検索サービス

  - NAVER calendar
  - NAVER MYBOX - パーソナルクラウドストレージ
  - NAVER Memo
  - NAVER Keep
  - NAVER MONEYBOOK
  - Happybean - オンライン寄付ポータル
  - NAVER VIBE - 音楽配信サービス
  - NAVER Login
- BAND - モバイルコミュニティサービス
- LINE
- NAVER WORKS/LINE WORKS
- WEBTOON - 英語圏・中国語（繁体字）圏・スペイン語圏・フランス語圏・ドイツ語圏・インドネシア語圏・タイ向けウェブトゥーンプラットフォーム
- 咚漫漫画 - 中国向けウェブトゥーンプラットフォーム
- LINEマンガ - 日本向けウェブトゥーンプラットフォーム
- ebookjapan - 日本の電子書籍サービス
- Munpia - 韓国のウェブ小説サイト
- Wattpad - グローバルウェブ小説プラットフォーム
- Audio Clip - ポッドキャスト、オーディオドラマ、オーディオブック、ASMRの音声コンテンツサービス
- SNOW - ARカメラアプリ
- ZEPETO - メタバースプラットフォーム
- Poshmark - グローバルC2Cファッションプラットフォーム
- KREAM - 限定版取引プラットフォーム
- NAVER CLOUD PLATFORM
- NAVER CLOVA - AIアシスタント
- NAVER papago - AI翻訳サービス
- NAVER Whale - ウェブブラウザ
- NAVER antivirus
- PRISM Live Studio コンテンツ制作者向けライブストリーミング・動画編集ツール
- NAVER Pay - モバイル決済サービス
- NAVER Smart Store - ショッピングモールソリューション
- NAVER Smart Place
- NAVER Booking
- NAVER modoo! - モバイルホームページ制作サービス
- NAVER Analytics
- NAVER Academic - 学術文献検索サービス

## 主な系列会社
- NAVER Cloud Corp.（ネイバー・クラウド、朝: 네이버클라우드）[41][42][43][44]
  - NAVER Cloud Asia Pacific
  - NAVER Cloud America
  - NAVER Cloud Europe
  - ネイバークラウドジャパン株式会社（NAVER Cloud Japan）
  - Chengdu NCC Technology Corporation（朝: 네이버클라우드트러스트서비스 주식회사）
  - Naver Cloud Trust Services Corp.（朝: 네이버클라우드트러스트서비스）
  - LINE WORKS株式会社（Works Mobile Japan）：グループウェア「LINE WORKS」の開発とサービス運営
- NAVER I&S Corp.（朝: 네이버아이앤에스） 
  - inComms（朝: 인컴즈）：顧客センター運営
  - Greenweb Service（朝: 그린웹서비스）：モニタリング、広告運営
  - N Tech Service（朝: 엔테크서비스）
  - NIT Service（朝: 엔아이티서비스）
  - CommPartners（朝: 컴파트너스）：顧客センター運営
- NAVER WEBTOON COMPANY Corporation（旧NAVER Webtoon、朝: 네이버웹툰컴퍼니）
  - Watong Entertainment Limited（香港）
    - Broccoli Entertainment Corporation（中国）
      - Dongman Entertainment（中国）：ウェブトゥーンサービス「咚漫」の運営
- SNOW Corp.（朝: 스노우）（83.60%）:「SNOW」の運営
  - Amuse Co.,Ltd.（朝: 어뮤즈）（77.59%）：化粧品製造、流通、販売
  - Semicolon Studio Corp.（朝: 세미콜론 스튜디오）：映像コンテンツの制作と配信
  - Cake Corporation（朝: 케이크）（60.00%）：英語学習アプリ「Cake」の運営
  - KREAM Corporation（朝: 크림）（43.94%）：スニーカーなどの限定版商品取引プラットフォーム「KREAM」の運営
    - PAP Corporation（朝: 팹 주식회사）（68.43％）：コマースサービス「CHIC」の運営
    - Namain Corp.（朝: 나매인）
    - Famous Studio（朝: 페이머스스튜디오 주식회사）
      - Famous Corporation（朝: 페이머스랩 주식회사）

    - 株式会社SODA：スニーカー&トレカフリマ「SNKRDUNK」の運営
      - SODA Singapore INT PTE. LTD,
      - 株式会社モノカブ

    - SPRINGCAMP COLLABORATIVE FUND I（朝: 스프링캠프 상생펀드 1호）

  - SpringCamp Inc.（朝: 스프링캠프）：投資事業
    - Springcamp US

  - SpringCamp Early Stage Fund 4（朝: 스프링캠프 초기전문 투자조합 제4호）（66.24%）
  - SpringCamp-KIF Early Stage Fund
  - SNOW China Limited（96.22%）
    - SNOW China (Beijing) Co., Ltd.
      - Yiruike Information Technology (Beijing)（中: 亿睿科信息技术（北京）有限公司）

  - SNOW Japan株式会社
  - SNOW Inc.
  - SNOW VIETNAM COMPANY LIMITED（99.00%）
- AUDIENSORI Corp.（朝: 오디언소리）
- N Visions Co., Ltd.（朝: 엔비전스）：展示及び公演企画事業
- NAVER LABS Corp.（朝: 네이버랩스）：新技術の開発と研究
- NAVER FINANCIAL Corp.（朝: 네이버파이낸셜）（89.21%）:「NAVER Pay」運営
- Alpha Next Media Innovation Fund（朝: 알파넥스트미디어이노베이션펀드）（96.30%）
- TBT Global Growth FundⅠ（朝: 티비티 글로벌 성장 제1호 투자조합）（89.91%）
- NAVER-KTB Audio Contents Fund（朝: NAVER-KTB 오디오콘텐츠 전문투자조합）（99.00%）
- SpringCamp Early Stage Fund 1（朝: 스프링캠프 초기전문 투자조합 제1호）
- SpringCamp Early Stage Fund 2（朝: 스프링캠프 초기전문 투자조합 제2호）（99.22%）
- SVA Content Media Lee Ho Private Equity（朝: 에스브이에이콘텐트미디어이호사모투자）（99.83%）
- Do Ventures Annex Fund LP（99.01%）
- NAVER J.Hub株式会社：グローバルビジネスサポート、ヴィンテージ・ファッション・アプリ「Vintage.City（ヴィンテージ・シティ）」の運営
- NAVER China
- NAVER U.Hub Inc（旧V Live Inc.）
- NAVER France SAS
  - C-Fund（99.00％）
  - C-Fund sub fund 2（99.00％）
  - C-Fund sub fund 3（99.75％）
  - C-Fund sub fund 4（99.00％）
  - C-FUND Subfund 5（99.75％）
- WEBTOON Entertainment Inc.（71.20%）：ウェブトゥーンサービス「WEBTOON」の運営
  - NAVER WEBTOON Ltd.（旧WEBTOON Entertainment Korea、朝: 네이버웹툰(유)）：ウェブトゥーンサービス「NAVER WEBTOON」の運営
    - STUDIO LICO Corp. （朝: 스튜디오리코）：ウェブトゥーンとアニメ制作
    - Studio N Corporation（朝: 스튜디오엔）：映像コンテンツ制作
    - Munpia, Inc.（朝: 문피아）（61.12％）:ウェブ小説サイト「Munpia」の運営
      - Mun Pia Webtoon Culture Industry Special Purpose Company Ltd.（朝: 문피아웹툰문화산업전문회사）
      - M Contents Labs Co., Ltd. （朝: 엠콘텐츠랩스）：データベースとオンライン情報の提供
      - Studio JHS Co., Ltd.[45]（朝: 스튜디오제이에이치에스）：コンテンツ制作

  - LINE Digital Frontier株式会社:ウェブトゥーンサービス「LINEマンガ」の運営
    - 株式会社イーブックイニシアティブジャパン：電子書籍サービス「ebookjapan」の運営

  - Wattpad Webtoon Studios Inc.：カナダ法人
    - Wattpad Webtoon Studios Inc.：アメリカ法人
    - Wattpad Studios Inc
    - Wattpad Studios (Cell Phone Swap) Inc

  - Wattpad Corporation：グローバルウェブ小説プラットフォーム「Wattpad」の運営
    - WP Technology (UK)
    - Wattpad Inc
- NAVER VIETNAM COMPANY（99.00%）
- NAVER Quantum Content Fund 1（朝: 네이버-퀀텀콘텐츠1호펀드）（98.81%）
- Smart Spring Fund（朝: 스마트 스프링펀드 ）（48.39%）
- NAVER Hands（朝: 네이버핸즈）
- NAVER WP I, L.P
- NAVER WP II, LLC
- NW MEDIA CONTENTS INC.
  - BootCamp Partnership Limited
- Proton Parent, Inc.
  - Poshmark, Inc.：ファッションに特化したフリマアプリ「Poshmark」の運営
    - Poshmark Canada Inc.
    - Poshmark Limited
    - Poshmark Pty Ltd.
    - Poshmark India Private Limited
    - Poshmark Online Marketplace Private Limited
- Aホールディングス株式会社（旧LINE株式会社）（50.00%）：ソフトバンクとの合同会社